# Body positivity

Socha s názvem Jag tänker på mig själv – Växjö (2005) od Marianne Lindberg De Geer ve švédském Växjö zobrazuje hubenou a obézní ženu jako kritiku společenské posedlosti vzhledem. Dílo vyvolalo kontroverze a bylo terčem vandalismu.

Body positivity (česky někdy také pozitivní vztah k vlastnímu tělu) je sociální hnutí, které prosazuje pozitivní vnímání všech lidských těl bez ohledu na velikost, tvar, barvu pleti, pohlaví či fyzické schopnosti. Jeho příznivci kladou důraz na ocenění funkčnosti a zdraví lidského těla spíše než na jeho fyziologický vzhled. Toto hnutí souvisí s konceptem body neutrality (tělesné neutrality), který rovněž řeší problémy související se sebepojetím těla. Základní myšlenkou je, že ideály krásy jsou sociální konstrukty, které by neměly určovat vlastní sehodnotu. Hnutí povzbuzuje lidi, aby přijímali a milovali své tělo takové, jaké je. Kořeny má v hnutí za fat acceptance (přijímání obezity), ale je inkluzivnější. Odmítá jak stigmatizaci tloušťky, tak i hubenosti. Zvláštní důraz klade na právo žen normalizovat např. tělesné ochlupení, menstruaci či další přirozené projevy těla.